# Saint-Étienne-l'Allier
Saint-Étienne-l'Allier là một xã của tỉnh Eure, thuộc vùng Normandie, miền bắc nước Pháp.